# Сантос, Элдер
Элдер Сантос (порт. Elder Santos; полное имя — Элдер Силва Сантос, порт. Elder Silva Santos; родился 21 октября 1988, Трес-Корасойнс, Бразилия) — бразильский футболист, защитник клуба «Апаресиденсе».

## Карьера
Элдер начал свою карьеру в молодежных рядах клуба «Лондрина» и сумел произвести впечатление на скаутов «Гремио», после игры с ними в «Копа Сан-Паулу де Футебол Жуниор». В 2007 году он присоединился к молодежной команде «Гремио», а в 2008 году впервые попал в заявку основной команды. 10 мая 2008 года Элбер дебютировал за клуб в выездной победной игре с «Сан-Паулу». После аренды в двух клубах, он подписал долгосрочное соглашение до 2011 года.